# احمد علوی (بازیکن فوتبال)
احمد علوی (انگلیسی: Ahmed Alaoui؛ زادهٔ ۱۹۴۹) بازیکن سابق فوتبال اهل مراکش است.
وی عضو تیم ملی فوتبال مراکش در جام جهانی فوتبال ۱۹۷۰ بوده است.